# Francisco Ayala García-Duarte
Francisco Ayala García-Duarte (Granada, 16 de març de 1906 - Madrid, 3 de novembre de 2009) va ser un advocat i escriptor espanyol.

## Biografia
Nascut el 16 de març de 1906 a Granada, als setze anys es va traslladar a Madrid, on va estudiar Dret i Filosofia i Lletres. En aquell moment publica les seves primeres novel·les Tragicomedia d'un hombre sin espíritu i Historia de un amanecer.
Col·labora habitualment a les revistes Revista de Occidente i Gaceta Literária. Resideix a Berlín entre 1929 i 1931 -moment en el qual sorgí el nazisme- i al seu retorn a Madrid es doctora en Dret a la Universitat de Madrid, per esdevenir professor d'aquesta mateixa universitat.
És lletrat de les Corts Generals des de la proclamació de la Segona República Espanyola. A l'esclat de la Guerra Civil es troba donant conferències a Sud-amèrica i durant la guerra, exerceix com a funcionari del Ministeri d'Estat d'Espanya, actualment el Ministeri d'Afers Estrangers.
Al caure la República s'exilia a Buenos Aires, on passa deu anys treballant i col·laborant en la revista Sud i al diari La Nación, per fundar posteriorment la revista Realidad. Es trasllada a Puerto Rico i des d'aquesta illa, als Estats Units, on imparteix classes de Literatura espanyola a les universitats de Princeton, Rutgers, Nova York i Chicago.
El 1960 retorna per primera vegada a Espanya, retornant tots els estius per instal·lar-se definitivament a Madrid el 1976. Continua la seva tasca d'escriptor, de conferenciant i col·laborador de premsa, i l'any 1972 és guardonat amb el Premi de la Crítica de narrativa castellana per la seva obra El jardín de las delicias. L'any 1983 entra a formar part de la Reial Acadèmia Espanyola de la Llengua. Fins a molt avançada edat segueix escrivint amb plena lucidesa.
El 1983 fou guardonat amb el Premi Nacional de narrativa de les Lletres Espanyoles per la seva obra Recuerdos y olvidos: 1. El exilio. El 1988 fou guardonat amb el Premi Nacional de les Lletres Espanyoles pel conjunt de la seva obra, el 1991 amb el Premi Cervantes i el 1998 amb el Premi Príncep d'Astúries de les Lletres.
Va morir a Madrid el dia 3 de novembre de 2009 a l'edat de 103 anys.

## Anàlisi de la seva obra
La crítica ha dividit generalment la trajectòria narrativa de Francisco Ayala en dues etapes: l'anterior i la posterior a la Guerra Civil.
- En la primera etapa escriu històries que s'inscriuen en una línia narrativa tradicional, per endinsar-se en la prosa avantguardista, experimentant amb l'estil metafòric, la brillantor expressiva, la falta d'interès per l'anècdota i la fascinació pel món modern.

- En la segona etapa reflexiona sobre el passat a fi de conèixer amb major profunditat el present. En aquesta època presta major atenció a l'anàlisi de les passions i comportaments dels personatges que a la crònica d'uns esdeveniments externs. Interessat en la degradació humana en un món sense valors, la ironia es converteix en el recurs central de bona part de les seves obres posteriors, denunciant la immoralitat i l'estupidesa del poder.

Gran importància té també la seva obra assagística, que abasta temes polítics i socials, reflexions sobre el present i el passat d'Espanya, el cinema i la literatura.

## Obres publicades

### Narrativa
- Tragicomedia d'un hombre sin espíritu (1925).
- Historia de un amanecer (1926).
- El boxeador y un ángel (1929).
- Cazador en el alba (1930).
- El hechizado (1944).
- Los usurpadores (1949).
- La cabeza del cordero (1949).
- Historia de macacos (1955).
- Muertes de perro (1958).
- El fondo del vaso (1962).
- El as de Bastos (1963).
- Mis mejores páginas (1965).
- El rapto (1965).
- Cuentos (1966).
- Obras narrativas completas. Glorioso triunfo del príncipe Arjuna (1969).
- Lloraste en el Generalife.
- El jardín de las delicias (1971).
- El hechizado y otros cuentos (1972).
- De triunfos y penas (1982).
- El jardín de las malicias (1988).
- Relatos granadinos (1990).
- Recuerdos y olvidos 1 (1982) (Memòries).
- Recuerdos y olvidos 2 (1983) (Memòries).
- El regreso (1992).
- De mis pasos en la tierra (1996).
- Dulces recuerdos (1998).
- Un caballero granadino y otros relatos (1999).
- Cuentos imaginarios (1999).

### Assaig
- El derecho social en la Constitución de la República española (1932).
- El pensamiento vivo de Saavedra Fajardo (1941).
- El problema del liberalismo (1941).
- El problema del liberalismo (1942). Edició ampliada.
- Historia de la libertad (1943).
- Los políticos (1944).
- Histrionismo y representación (1944).
- Una doble experiencia política: España e Italia (1944).
- Ensayo sobre la libertad (1945).
- Jovellanos (1945).
- La invención del Quijote (1950).
- Tratado de sociología (1947).
- Ensayos de sociología política (1951).
- Introducción a las ciencias sociales (1952).
- Derechos de la persona individual para una sociedad de masas (1953).
- Breve teoría de la traducción (1956).
- El escritor en la sociedad de masas (1956).
- La crisis actual de la enseñanza (1958).
- La integración social en América (1958).
- Tecnología y libertad (1959).
- Experiencia e invención (1960).
- Razón del mundo (1962).
- De este mundo y el otro (1963).
- Realidad y ensueño (1963).
- La evasión de los intelectuales (1963).
- Problemas de la traducción (1965).
- España a la fecha (1965).
- El curioso impertinente, de Miguel de Cervantes (1967). Edició i pròleg.
- El cine, arte y espectáculo (1969).
- Reflexiones sobre la estructura narrativa (1970).
- El Lazarillo: reexaminado. Nuevo examen de algunos aspectos (1971).
- Los ensayos. Teoría y crítica literaria (1972).
- Confrontaciones (1972).
- Hoy ya es ayer (1972).
- Cervantes y Quevedo (1974).
- La novela: Galdós y Unamuno (1974).
- El escritor y su imagen (1975).
- El escritor y el cine (1975).
- Galdós en su tiempo (1978).
- El tiempo y yo. El jardín de las delicias (1978).
- Palabras y letras (1983).
- La estructura narrativa y otras experiencias literarias (1984).
- La retórica del periodismo y otras retóricas (1985).
- La imagen de España (1986).
- Mi cuarto a espaldas (1988).
- Las plumas del Fénix. Estudios de literatura española (1989).
- El escritor en su siglo (1990).
- Contra el poder y otros ensayos (1992).
- El tiempo y yo, o el mundo a la espalda (1992).
- En qué mundo vivimos (1996).
- Miradas sobre el presente: ensayos y sociología, 1940-1990, Col·lecció Obra Fundamental, Fundación Santander, Madrid, 2006.

### Articles de premsa
- El mundo y yo (1985).

### Traduccions
- A. Sweig, Lorenzo y Ana (1930).
- Carl Smith, Teoría de la constitución (1934). Traducció i pròleg.
- Ernst Manheim, La opinión pública (1936).
- Karl Manheim, El hombre y la sociedad en la época de crisis (1936).
- Thomas Mann, Lotte in Weimar (1941).
- Sieyes, ¿Qué es el tercer estado? (1942).
- Benjamin Constant, Mélanges de la Littérature et de Politique (1943).
- Rainer Maria Rilke, Die Aufzeignungen von Malte Laurids Brigge (1944).
- Almeida, Memorias d'un sargento de milicias (1946).
- Maximilian Beck, Psicología: Esencia y realidad del alma (1947). Traducció amb Otto Langfelder.
- A. Confort, The novel and our time (1949).
- Alberto Moravia, La romana (1950).